# Kaloulagroda
Kaloulagroda, Kaloula pulchra, är en groda från Sydöstasien som tillhör släktet Kaloula och familjen trångmynta grodor.

## Beskrivning
Kaloulagrodan är en kraftig rundad groda med ett kort, trubbigt huvud och en kroppslängd mellan 5,5 och 7 cm (honorna kan bli upptill 7,5 cm långa). Ovansidan är småvårtig och mörkbrun, vanligtvis med oregelbundna, gulbruna fläckar. Längs sidorna går en tjock, gul till brandgul strimma, ibland försedd med mörkare prickar, omgiven av smala, mörka streck. Benen är fläckiga i grått och mörkbrunt, och undersidan har en grynig struktur med spräcklig, blekt gulbrun färgteckning. Hanens strupe är svart och har en grövre struktur än övriga undersidan. Framfötterna har förstorade fingerdynor likt lövgrodor.

## Utbredning
Arten finns från södra Kina och Myanmar, via Thailand, Laos, Kambodia, Vietnam och söderut till Malaysias fastland, Indonesien och Singapore. Den finns även fläckvis i Indien.

## Ekologi
Man antar att den ursprungligen var en art som levde i gränsområdena mellan våtmarker och skog.. Den har emellertid numera anpassat sig fullkomligt till människan, och uppträder endast sällsynt någon annanstans än i närheten av mänsklig bebyggelse. Den uppträder gärna i människopåverkade miljöer som på våtängar, i vattensamlingar längs vägar och i städernas dagvattenkloaker. Den är inaktiv under dagen och gömmer sig då i hålor i marken, under vissna löv eller i springor och öppningar i byggnader och murar.
Arten livnär sig framför allt på myror. Den kan blåsa upp sig när den blir hotad. Som ett försvar mot fiender kan den även avge en illasmakande, klibbig substans.
Parningen sker under regntiden i vanligtvis temporära vattensamlingar där hanarna samlas och ropar på honorna med ett kraftigt, råmande läte.

## Status
Kaloulagrodan är klassificerad som livskraftig ("LC") av IUCN, och populationen är stabil (enligt vissa källor ökar den). Den jagas i många områden som föda, och förekommer även i den internationella handeln med sällskapsdjur, men detta tycks inte påverka populationen negativt. På många ställen betraktas den snarast som ett skadedjur.